# Izredno stanje
Izredno stanje je situacija, v kateri je vlada pooblaščena, da lahko zaradi varnosti in zaščite svojih državljanov oblikuje politike, ki jih običajno ne bi smela izvajati. Vlada lahko takšno stanje razglasi ob naravni nesreči, državljanskih nemirih, oboroženih konfliktih, zdravstveni pandemiji ali epidemiji ali drugi biološki nevarnosti. V rimskem pravu je njegov koncept iustitium – koncept, po katerem je rimski senat lahko izdal končni odlok (senatus consultum ultimum), ki ni bil predmet spora, vendar je v času sporov pomagal rešiti življenja.
Izredne razmere se lahko uporabijo tudi kot utemeljitev ali pretveza za začasno ukinitev pravic in svoboščin, zajamčenih z ustavo ali osnovnim zakonom države, včasih z vojnim stanjem ali ukinitvijo načela habeas corpus. Postopek in zakonitost tega se med državami razlikujeta. V Sloveniji možnost razglasitve izrednega stanja opredeljuje 92. člen Ustave, razveljavitev ali omejitev ustavnih pravic v tem okviru pa 16. člen Ustave.

## Razmerje do mednarodnega prava
V skladu z mednarodnim pravom se lahko pravice in svoboščine med izrednim stanjem začasno odvzamejo, odvisno od resnosti izrednih razmer in vladne politike.

## Uporaba in stališča
Čeprav je razglasitev izrednega stanja v demokraciji dokaj redka, ga diktatorski režimi pogosto razglasijo in podaljšajo za nedoločen čas ali daljše časovno obdobje, da lahko na tej podlagi kršijo človekove pravice svojih državljanov, ki jih običajno varuje Mednarodna konvencija o državljanskih in političnih pravicah. V nekaterih primerih razglasijo tudi vojno stanje, ki da večja pooblastila za ukrepanje vojski. V drugih primerih izrednega stanja ne razglasijo in vlada sprejema ukrepe de facto ali z zavezujočimi odloki. Nicole Questiaux (Francija) in Leandro Despouy (Argentina), dva zaporedna posebna poročevalca Združenih narodov, sta mednarodni skupnosti priporočila, da sprejme naslednja »načela«, ki jih je treba upoštevati pri razglasitvi izrednega stanja ali ob izrednem stanju de facto: zakonitost, razglasitev, obveščanje, časovna omejitev, izjemna grožnja, sorazmernost, nediskriminacija, združljivost, skladnost in komplementarnost različnih norm mednarodnega prava (prim. "Question of Human Rights and State of Emergency" [Vprašanje človekovih pravic in izredno stanje], E/CN.4/Sub.2/1997/19, II. poglavje).
Četrti člen Mednarodnega pakta o državljanskih in političnih pravicah (ICCPR) državam ob izrednem stanju dovoljuje odstopanje pri nekaterih pravicah, ki jih zagotavlja ICCPR. Vsi ukrepi, ki odstopajo od obveznosti iz pakta, pa morajo ostati v obsegu, ki ga zahtevajo razmere, država pogodbenica pa jih mora napovedati generalnemu sekretarju Združenih narodov. Evropska konvencija o človekovih pravicah  in Ameriška konvencija o človekovih pravicah  imata podobne določbe o odstopanjih. Odstopanja od mednarodnih konvencij o delu niso dovoljena.
Nekateri politični teoretiki, na primer Carl Schmitt, trdijo, da moč odločanja o uvedbi izrednega stanja določa samo suverenost. V delu State of Exception (2005) je Giorgio Agamben to stališče kritiziral z argumentom, da razglasitev izrednega stanja nekaterim ljudem odvzame njihove državljanske in politične pravice, namesto njega pa je ponudil razlago o homo sacer.

### Stopnjevanje
V številnih demokratičnih državah obstaja vrsta pravnih opredelitev posebnih izrednih razmer, ko ustava države delno miruje, odvisno od narave zaznane grožnje širši javnosti. Glede na resnost lahko vključujejo:
- Vojno stanje, ko se državljanske pravice strogo omejijo z vzpostavitvijo vojaške oblasti v suvereni državi, na primer v času skrajne nevarnosti invazije ali dejanskih sovražnosti tujih sil.
- Stanje obleganja, ko se pogosto omejjijo državljanske pravice nekaterih oseb ali skupin, na primer političnih aktivistov, da se na primer prepreči vstaja ali organizacija veleizdaje domnevnim agentom provokatorjem.
- Civilne izredne razmere pri ukrepanju na območjih katastrof, če je potrebna uporaba izrednih virov za obvladovanje nevarnih situacij, kot so naravne nesreče ali obsežna namerna poškodba lastnine, kakršna lahko nastane med nemiri ali pri požigu. Poleg rednih služb za nujne primere se v posebej nevarnih razmerah za preprečevanje plenjenja ali dostavo pomoči včasih lahko aktivirajo tudi vojaške sile.

### Zloraba
Razglasitev izrednega stanja je mogoče zlorabiti. Država lahko ta mehanizem zlorabi za zatrtje notranjih nasprotovanj, ne da bi ji bilo treba upoštevati človekove pravice. Primer je poskus državnega udara avgusta 1991 v Sovjetski zvezi (ZSSR), ko so se voditelji udara sklicevali na izredno stanje; neuspeh državnega udara je privedel do razpada Sovjetske zveze.
Odstopanja držav, ki so ratificirale zavezujoče mednarodne sporazume, kot so ICCPR, ameriška in evropska konvencija o človekovih pravicah ter mednarodne konvecije o delu, ali pristopile k njim, spremljajo neodvisni strokovni odbori, regionalna sodišča in druge države pogodbenice.